# Lydia Scheuermann-Hodak
Lydia Scheuermann-Hodak, hrvatska književnica, dramatičarka, pripovjedačica, auktorica kazališnih komada, kratkih priča i romanopisac iz Osijeka.

## Životopis
Rodila se je u Srijemu. Odrasla je na pustari Vrbiku, u raskošnom parku, uz muljevitu Vuku. Pustarski krajobrazi koje je proživjela u djetinjstvu, stara seoska škola u Laslovu ostavile su traga na njenom stvarateljstvu.
Uspjeh je postigla monodramom Slike Marijine koja je izvedena do svibnja 2016. u dvadesetak država na desetak jezika, u brojnim kazalištima i na festivalima. U SAD je uvrštena u mnoge kolegije drama na tamošnjim sveučilištima. Kazališni komadi Lydije Scheuermann-Hodak prevedeni su, izvedeni ili izdani na više jezika: na arapskom, engleskom, farsiju, francuskom, madžarskom, njemačkom, rumunjskom, ruskom i španjolskom jeziku.
Auktorica je romana Zmija oko vrata. Preveden je na na njemački i madžarski, te je objavljen i u zvučnom izdanju za biblioteku slijepih. Napisala je na njemačkom djelo Žena u svilenoj košulji, a u auktorskom prijevodu na hrvatski.
Okušala se i u kratkim pričama. Objavila je zbirku Frezije. Filmskoj je umjetnosti podarila scenarij za cjelovečernji film Korak po korak.
Za kratku priču Pustaraški ćošak dobila je 1. nagradu Dubravko Horvatić za 2015. godinu. Djelo sažima motive iz djetinjstva i života na pustari i uklapa hrvatsku slavonsku priču gotovo cijeloga 20. stoljeća, "koju svojim razornim djelovanjem nisu mogli uništiti ni boljševička revolucija, ni lokalni skojevci, ali ni velikosrpska agresija. Pustara je u ovoj priči stjecište različitih etničkih skupina koje, sljubivši se sa hraniteljicom zemljom, njezinim plodovima i vrijednostima postupno iskristaliziraju današnju hrvatsku naciju. Čak i onda kad pustara stjecajem okolnosti zaraste, njezini je privrženici ne napuštaju, naime oni je svojim povratkom oživotvoruju. Ako nikako drukčije, onda bar u proznoj pripovjedačkoj formi." (Obrazloženje Prosudbenoga povjerenstva za nagradu “Dubravko Horvatić” za prozu)

## Nagrade i priznanja
- 1. nagrada Dubravko Horvatić za 2015. godinu[1]